# ديفيد تود (مهندس معماري)
ديفيد تود (بالإنجليزية: David Todd)‏ هو مهندس معماري أمريكي، ولد في 22 فبراير 1915 في نيويورك في الولايات المتحدة، وتوفي في 31 مارس 2008.